# Eurhynchiella zeyheri
Eurhynchiella zeyheri là một loài Rêu trong họ Brachytheciaceae. Loài này được (Spreng. ex Müll. Hal.) M. Fleisch. mô tả khoa học đầu tiên năm 1923.